# Andrij Mostovyj
Andrij Volodymyrovyč Mostovyj (in ucraino Андрій Володимирович Мостовий?; Obuchiv, 24 gennaio 1988) è un calciatore ucraino, difensore del BSV Menden.

## Carriera

### Club
Ha giocato nella prima divisione ucraina.

### Nazionale
Ha giocato nella nazionale ucraina Under-18.

## Palmarès

### Club

#### Competizioni nazionali
- Perša Liha: 1

Zirka: 2015-2016